# Ізабела
Ізабе́ла (ісп. і порт. Isabel, МФА: [i.zɐ.ˈbɛɫ]; пол. Izabela) — жіноче особове ім'я. Поширене у християнських країнах. Варіант імені Єлизавета. Походить від єврейського імені Ієзавель («та, що шанує Бога»). Французька форма — Ізабелль, Ізабелла (фр. Isabelle). Також — Ізабел, Ізабель.

## Особи

### Імператриці
- Ізабела — імператриця Священної Римської імперії (1525—1539).

### Королеви
- Ізабела — королева Кастилії.
- Ізабела — королева Португалії (1288—1336).
- Ізабела — королева Португалії (1447—1455).
- Ізабела — королева Кастилії (1447—1496).

### Ізабела Арагонська
- Ізабела Арагонська — французька королева (1270—1271).
- Ізабела Арагонська — німецька королева (1305—1330).
- Ізабела І Арагонська — королева Португалії (1282—1336), свята.
- Ізабела ІІ Арагонська — королева Португалії (1481—1525).
- Ізабела Арагонська — графиня Урхельська (1408—1413).

### Ізабела Португальська
- Ізабела Португальська — імператриця Священної Римської імперії (1525—1539).
- Ізабела Португальська — королева Кастилії (1447—1496).
- Ізабела Португальська — королева Португалії (1288—1336).
- Ізабела Португальська — королева Португалії (1447—1455).
- Ізабела Португальська — бургундська герцогиня (1430—1471).
- Ізабела Португальська — інфанта (1529).

### Ізабела Урхельська
- Ізабела Урхельська — графиня Урхельська (1408—1413).
- Ізабела Урхельська — герцогиня Коїмбрська (1428—1459)

### Інші
- Ізабелла Бургундська — королева Німеччини, друга дружина короля Рудольфа I.
- Ізабела Любомирська — польський меценат.
- Ізабела Сова — польська письменниця.
- Ізабела (принцеса Бразильська) — бразильська принцеса, регент Бразилії.
- Ізабелла Блюм — бельгійський громадський діяч.
- Ізабелла Чен — агент розвідки Тайваню.

## Інші значення
- Ізабела — сорт винограду.
- Ізабела Португальська